# Андрианов, Владимир Владимирович
Владимир Владимирович Андрианов (9 января 1905, Москва — 1997) — советский разведчик и военачальник, полковник (1944).

## Биография
Родился в семье рабочего 9 января 1905 года. Русский. С 1917 года жил в Харбине, где окончил гимназию имени генерала Д. Л. Хорвата. Был членом Союза христианской молодежи. Работал на КВЖД. В 1924 году принял советское гражданство, находился на подпольной комсомольской, а затем разведывательной работе в Маньчжурии. Член ВКП(б) с 1928 года.
В РККА с 1932 года. Окончил специальное (агентурное) отделение Курсов усовершенствования командного состава по разведке при Разведывательном управлении Штаба РККА (декабрь 1932), Специальный факультет Военной академии имени М. В. Фрунзе (апрель 1934 — август 1936).
Состоял в распоряжении Разведуправлени Штаба РККА (май 1932 — апрель 1934), находился на специальной работе за рубежом по линии 2-го (восточного) отдела (август 1936 — июнь 1939). Побывал несколько раз в Особом районе Китая (город Яньань), контролируемом Китайской Красной армией (там же был ЦК КПК). С июня 1939 года — преподаватель Специального факультета Военной академии имени М. В. Фрунзе.
Участник Великой Отечественной войны с января 1944 года. Начальник штаба, а в апреле — мае 1945 года — командир 254-й Черкасской стрелковой дивизии. «Умело организовал управление частями дивизии» (из Наградного листа, 05.02.1945). После войны вернулся на преподавательскую работу в академию. С октября 1955 года в запасе.

## Награды
- Орден Ленина (1944)
- 2 ордена Красного Знамени (1944)
- 2 ордена Отечественной войны I степени (1945, 1985)[2]
- 2 ордена Красной Звезды (1938)
- медали СССР